# Дьявол оранжевых вод
«Дьявол оранжевых вод» — рассказ русского писателя Александра Грина, написанный и опубликованный в 1913 году.

## Сюжет и судьба текста
Действие рассказа происходит на борту корабля «Кассиопея», следующего из Австралии в Шанхай, а позже — в выдуманной местности в Юго-Восточной Азии. Его герои — русский Баранов и англичанин Бангок, которые являются взаимными противоположностями: Бангок — человек активный и мужественный, Баранов — рефлексирующий и слабый интеллигент. Они вместе преодолевают трудности, чтобы достичь города Сан-Реоль (выдуманного Грином), но потом Баранов, уставший от жизни, просит спутника убить его. Бангок выполняет эту просьбу.
«Дьявол оранжевых вод» был написан в 1913 году и увидел свет в том же году на страницах «Первого альманаха» издательства «Союз». В этой новелле и в написанном примерно тогда же «Зурбаганском стрелке» начинают вырисовываться черты вымышленной страны, которую литературоведы впоследствии назвали Гринландией. По мнению биографа Грина Алексея Варламова, Баранова писатель наделил своими чертами: «Грин видел и не любил в себе Баранова».